# Mayonaka no doa - Stay with me
Mayonaka no door ~ Stay with me (真夜中のドア〜Stay with Me?,  lett. La porta di mezzanotte~Stay with Me) è il singolo di debutto della cantante giapponese Miki Matsubara, pubblicato il 5 novembre 1979. La canzone ha conosciuto una nuova popolarità nel 2020, 41 anni dopo la sua uscita originale.

## Storia
Matsubara registrò "Mayonaka no door" quando aveva 19 anni, due anni prima si era trasferita a Tokyo da Osaka e cantava nei club di Tokyo. Tetsuji Hayashi, il compositore della canzone, creò una traccia che seguiva lo stile emergente della "nuova musica", un genere che sarebbe diventato noto come city pop, influenzato da It's the Falling in Love (scritta e cantata da Carole Bayer Sager, composta da David Foster), pubblicata nel 1978. La frase “Stay With Me” nel titolo della canzone, è un omaggio alla musica occidentale ed è stata elogiata da Ryohei Matsunaga nella rivista Billboard perché avrebbe “attratto gli ascoltatori non giapponesi”. Il titolo della canzone in fase di produzione era “Stay with Me”, ma per coincidenza “Stay with Me” di Masaaki Sakai fu pubblicato nel giugno dello stesso anno, quindi “Mayonaka no door” fu aggiunto frettolosamente e divenne “Mayonaka no door - Stay with Me”.
In un'intervista al Japan Times, Hayashi ha descritto la voce di Matsubara come “jazzistica e sexy, una voce molto matura, molto più della sua età effettiva”.
La canzone ebbe un successo commerciale, raggiunse il 28° posto nella Oricon Singles Chart e aumentò la popolarità sia di Matsubara che di Hayashi. La canzone è ampiamente riconosciuta come il miglior lavoro di Matsubara. Secondo le informazioni ufficiali furono vendute 104.000 copie (secondo la casa discografica Pony Canyon addirittura 300.000). Tuttavia, la canzone ricevette poca risposta al di fuori del Giappone.

## Nuova popolarità
Nella seconda metà del 2020 la popolarità della canzone è aumentata al di fuori del Giappone. Il crescente interesse per il city pop giapponese degli anni '80 e '90, la popolarità della canzone nella playlist Otolabo di Pony Canyon, una cover della cantante indonesiana Rainych e il suo utilizzo come sottofondo musicale per un video di TikTok diventato popolare all'estero, ha fatto sì che la canzone si posizionasse in cima alla classifica delle visualizzazioni in tutto il mondo.
Su Apple Music ha raggiunto la Top 10 della classifica J-pop in 92 paesi e su Spotify è stata riprodotta più di 23 milioni di volte. Questa tendenza è stata seguita dalla pubblicazione di un lyric video ufficiale dei Pony Canyon il 25 dicembre 2020 su YouTube, la canzone ha raggiunto la posizione numero 1 in tutto il mondo nella Spotify Global Viral Chart per 18 giorni consecutivi dal 10 dicembre al 27 dicembre 2020.
Il 4 febbraio 2022, Hayashi, il compositore, durante un'intervista alla NHK, ha affermato di credere che la chiave della rinascita della canzone fosse che le persone erano abituate allo streaming di musica. Hayashi ha dichiarato: “Questa canzone è il debutto di Miki Matsubara, ma sentivo che si era già perfezionata come cantante. Questo genere di cose non accade molto spesso”.
Nel novembre 2023, un nuovo video musicale per la canzone è stato pubblicato sul canale YouTube ufficiale di Miki Matsubara, in occasione del suo 64º compleanno, 44 anni dopo l'uscita iniziale di Mayonaka no Door〜Stay with Me.

## Classifiche
| Classifica                    | Posizione massima |
| ----------------------------- | ----------------- |
| Oricon Singles Chart Giappone | 28                |

## Video musicale
| Titolo                     | |
| -------------------------- | --- |
| 真夜中のドア〜Stay with Me | 松原みき「真夜中のドア〜Stay with Me」 Official Lyric Video, su YouTube.                                   |
| 真夜中のドア〜Stay with Me | Miki Matsubara -Mayonaka no Door -stay with me (Music Video) Director's Cut 2022 di TELL SATO, su YouTube. |
| 真夜中のドア〜Stay with Me | Miki Matsubara -Mayonaka no Door -stay with me (Music Video) 2023 di Fridman Sisters, su YouTube.          |